# John Venn
Cet article concerne le mathématicien. Pour le prêtre anglican, voir John Venn (prêtre).

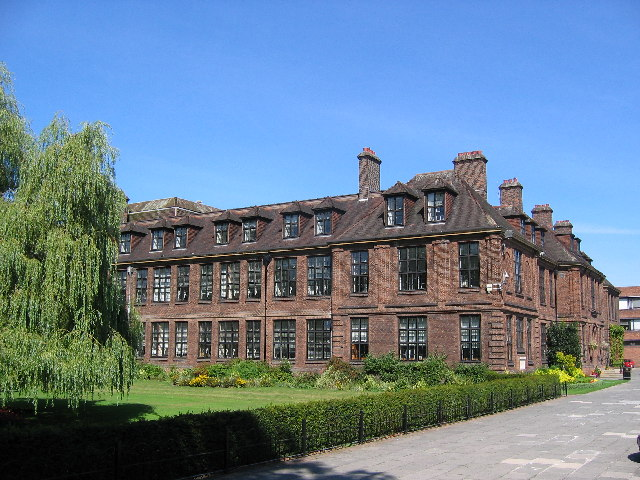
Le Venn Building, université de Hull.

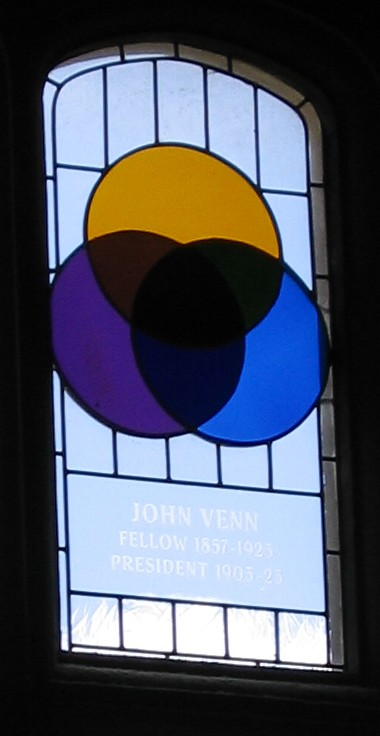
Vitrail du Gonville and Caius College commémorant Venn et son diagramme.

John Venn (1834-1923) est un mathématicien et logicien britannique. Il est renommé pour avoir conçu les diagrammes de Venn, qui sont employés dans beaucoup de domaines, notamment en théorie des ensembles, en probabilité, en logique, en statistique et en informatique.
John Venn a présenté les diagrammes portant son nom en 1881. En 1883, il est élu membre de la Royal Society.
Il a aussi rédigé en partie l’Alumni Cantabrigienses.

## Vie et carrière
John Venn est né dans le Yorkshire. Ses parents sont Martha Sykes et le révérend Henry Venn (1796-1873), recteur de la paroisse de Drypool. Sa mère meurt alors qu’il n’a que trois ans. Venn descend d’une longue lignée de chrétiens évangéliques, dont son grand-père John Venn (1759-1813).
Il est éduqué par des tuteurs privés jusqu’en 1853, année où il va au Gonville and Caius College, à l'université de Cambridge.  Il obtient sa maîtrise de mathématiques en 1857. Il suivit la vocation familiale et devint un prêtre anglican. Il est ordonné en 1859, servant tout d’abord dans l’église de Cheshunt, Hertfordshire, puis à Mortlake, Surrey.
Il retourne à Cambridge en 1862, en tant que maître de conférences en science morale, il étudie et enseigne la logique et le calcul de probabilités.
En 1868, il épouse Susanna Carnegie Edmonstone, avec qui il a un fils, John Archibald Venn.
Ayant conclu que l’anglicanisme n’est pas compatible avec ses croyances philosophiques, il quitte le clergé en 1883. La même année, Venn est élu membre de la Royal Society et Cambridge lui décerne un doctorat en sciences.

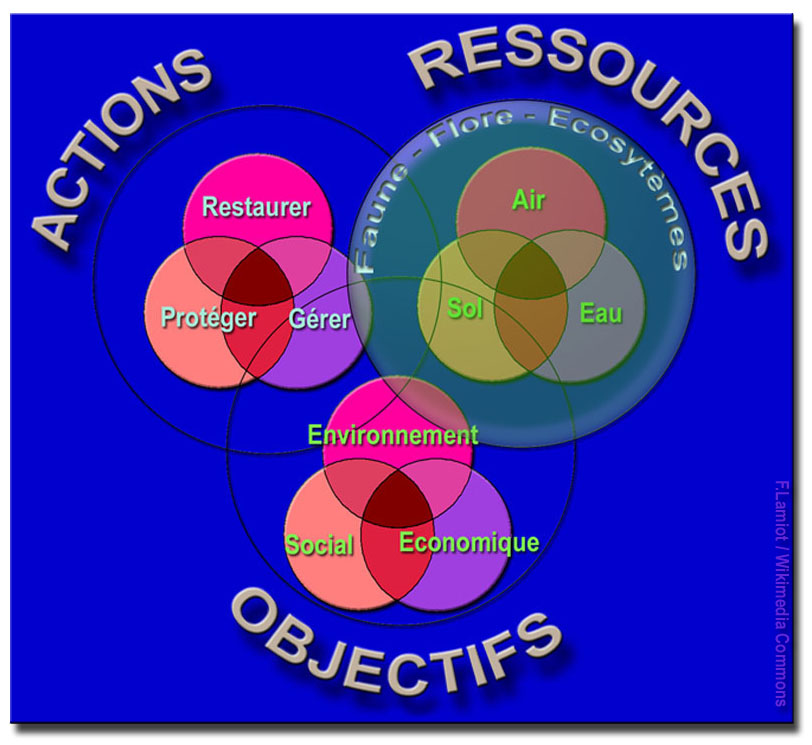
Exemple d'un diagramme.